# Cubnara gemmata
Cubnara gemmata är en insektsart som först beskrevs av William Lucas Distant 1918.  Cubnara gemmata ingår i släktet Cubnara och familjen dvärgstritar. Inga underarter finns listade i Catalogue of Life.